# روكفورد (ميزوري)
روكفورد بلدة هي واحدة من اثني عشر بلدة في مقاطعة كالدويل التابعة لولاية ميزوري في الولايات المتحدة الأمريكية. حسب تعداد الولايات المتحدة 2000 كان عدد سكانها 478 نسمة.
كان اسم البلدة روكي فورد داخل حدودها.

## الجغرافيا
تغطي بلدة روكفورد مساحة قدرها 35.75 ميل مربع (92.6 كـم2) ولا تحتوي على مستوطنات مدمجة. وفيها أربع مقابر هي: كيتس ومايز وسلون وزيكل.

## النقل
تحتوي البلدة على مطار أو موقع هبوط واحد.

## وصلات خارجية
- US-Counties.com
- City-Data.com